# 金井節
金井 節（かない たかし、1963年4月9日 - ）は、東京都出身の俳優。身長175cm。体重76kg。東京俳優生活協同組合所属。父は俳優・声優の金井大。

## 出演

### テレビドラマ
NHK
- いのち（1986年）
- うさぎの休日（1988年）
- 天才てれびくん 妖怪すくらんぶる（1997年） - 守山先生 役
- 噂の伝次郎（1997年）
- 徳川慶喜（1998年）
- 物書同心いねむり紋蔵（1998年）
- 天才てれびくん ザ・ゴーストカンパニー 第14話「一世一代の大芝居」（1998年） - 先生 役
- 鯨を見た日（1999年）

日本テレビ
- 太陽にほえろ! 第647話「護送車強奪」（1985年）
- 星の金貨 第2話「失われた愛の記憶! 帰らぬ恋人のため地の果てまで」（1995年）
- 竜馬におまかせ!（1996年）
- サイコメトラーEIJI 第9・10話「THE LAST SEVEN DAYS（前・後編）」（1997年）
- 新・俺たちの旅 Ver.1999（1999年）
- 向井荒太の動物日記 〜愛犬ロシナンテの災難〜（2001年）
- 金田一少年の事件簿 魔術列車殺人事件（2001年）
- 日本のシンドラー 杉原千畝物語（2005年）

TBS
- 3年B組金八先生 第5シリーズ 第20話「ガラスの少年・③」（2000年）
- 特命!刑事どん亀 第3話「ニセ札女王の野望」（2006年）

テレビ朝日
- 松本清張スペシャル・書道教授（1995年）
- はみだし刑事情熱系 PART2 第18話「涙の緊急手術! 凶弾に狙われた女医」（1998年）
- はぐれ刑事純情派 第27話「偽証の罠!? 職安で狙われた男」（1998年）
- 温泉若おかみの殺人推理10 下呂温泉〜飛騨高山 失踪した宿泊客 雪山の白骨死体が三重完全犯罪をあばく…! 真犯人に50%の罠を（2002年）
- 特命係長 只野仁 第17話「女子アナスキャンダル」（2005年）
- 仮面ライダードライブ 第12話（2014年） - 九路田工業の管理人 役

フジテレビ
- 君を想うより君に逢いたい（1995年）
- 美少女H 第13話「「彼のお家で××」（1998年）
- 児童虐待調査官・百瀬なつきの事件ファイル（2000年）
- 新・愛の嵐（2002年）
- 幸せ咲いた〜結婚相談所物語〜（2003年）
- Dr.コトー診療所 ※出演作は不明
- アンフェア 第6話「衝撃の誘拐犯の正体! ナゾの要求」（2006年）
- 白と黒（2008年）
- 風のガーデン（2008年）
- パーフェクト・リポート（2010年）
- 家族のうた 第8話（最終回）「不器用な父親が唄う愛の歌」（2012年）
- 児童虐待調査員 ※放送時期は不明

MBS
- ウルトラマンダイナ 第9話「二千匹の襲撃」（1997年） - 警備員 役

テレビ東京
- 事件・市民の判決（1996年）

### バラエティー番組ほか
- 知るを楽しむ（2005年 - 2010年） - 朗読
- 美の巨人たち 雪舟

### 映画
- あげまん（1990年） - 救急車の隊員 役
- 爆走デコトラ列伝（2004年）
- 亡国のイージス（2005年）
- 400万冊の図書（ボイスオーバー）※公開年不明

### 舞台
- 青い空が見えるまで
- 雨
- おりん
- 桜散る、散るも つもるも 三春乃一座（2009年）
- 桜の園
- 楢山節考
- 雪やこんこん